# NCR PC4
NCR PC4 (PC4) је био професионални рачунар фирме NCR који је почео да се производи у Немачкој од 1985. године.
Користио је Intel 8088-2 (16-битни) као микропроцесор. RAM меморија рачунара је имала капацитет од 128 KB, прошириво до 640KB на главној плочи.
Као оперативни систем кориштен је NCR-DOS оперативни систем, MS-DOS.

## Детаљни подаци
Детаљнији подаци о рачунару PC4 су дати у табели испод.
|                       |                                                                                              |
| [ 1 ]                 |                                                                                              |
| Произвођач            |                                                                                              |
| Тип                   | професионални рачунар                                                                        |
| Меморија              | 128 KB, прошириво до 640KB на главној плочи                                                  |
| Поријекло             | Њемачка                                                                                      |
| Година                | 1985                                                                                         |
| Тастатура             | пуни помак тастера, 95 тастера са тастерима смјера, нумеричка тастатура и функцијски тастери |
| Процесор              |                                                                                              |
| Фреквенција процесора | 4,77                                                                                         |
| RAM                   | 128 KB, прошириво до 640KB на главној плочи                                                  |
| ROM                   | 16 KB                                                                                        |
| Текст                 | 40 или 80 стубова x 25 линија                                                                |
| Графика               | 640 x 400 (верзија у боји), 720 x 348 (једна боја, Hercules емулација)                       |
| Боја                  | 16 боја или нијансе сиве боје                                                                |
| Звук                  | уграђени звучник. 1 канал                                                                    |
| Димензије             | 46 W) x 36 (дубина) x 38 (висина) / 23                                                       |
| Портови               |                                                                                              |
| Оперативни систем     |                                                                                              |